# Костенюк Олександра Костянтинівна
Олександра Костянтинівна Костенюк (23 квітня 1984, Перм) — швейцарська та російська шахістка, гросмейстер (2004), дванадцята чемпіонка світу з шахів (з вересня 2008 по грудень 2010 року). Чемпіонка Європи (2004). Чемпіонка Швейцарії (2011).
У складі збірної Росії — триразова переможниця Шахових олімпіад (2010, 2012, 2014), чотириразова переможниця командних чемпіонатів Європи (2009, 2011, 2013 та 2015).
Її рейтинг станом на червень 2025 року — 2474 (16-те місце у світі, 1-ше — серед шахісток Швейцарії).

## Біографія

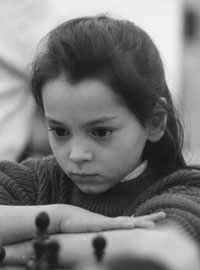
Олександра Костенюк у дитинстві

Народилася в Пермі, 1985 року разом з батьками переїхала до Москви, а в сім років стала чемпіонкою столиці. В 2003 році закінчила Російський державний університет фізичної культури, спорту та туризму.
2011 року вступила на 1-й курс магістратури Московської державної академії фізичної культури за основною освітньою програмою «Концепції та технології інтелектуальних ігор».
Разом з батьком написала книгу про своє становлення «Як стати гросмейстером у 14 років». Книга вийшла російською, англійською та іспанською мовами.

### Сім'я
Батько, заслужений тренер Росії Костянтин Костенюк, є її тренером. Є молодша сестра Оксана, теж шахістка.
Олександра Костенюк перебувала у шлюбі з уродженцем Швейцарії, який має колумбійські корені Дієго Гарсесом, який старший за неї на 25 років. Зараз чоловік є менеджером шахістки. 22 квітня 2007 у них народилася дочка Франческа-Марія, названа так на честь бабусі чоловіка.

## Кар'єра
Навчилася грати в шахи у віці п'яти років завдяки своєму батькові.
Віце-чемпіонка світу з шахів серед жінок в 2001. Чемпіонка Європи з шахів серед жінок 2004 року (Дрезден, Німеччина). Чемпіонка Росії 2005 року з шахів серед жінок. У серпні 2006 року Олександра стала першою чемпіонкою світу з шахів Фішера, перемігши Елізабет Петц 5½-2½. Успішно захистила свій титул в 2008 році, Здобувши перемогу над Катериною Лагно 2½-1½.
Найвищим досягненням у кар'єрі Олександри є завоювання титулу чемпіонки світу з шахів. Це відбулось 18 вересня 2008 на турнірі в Нальчику, Де вона перемогла китаянку Хоу Іфань з рахунком 2½-1½.

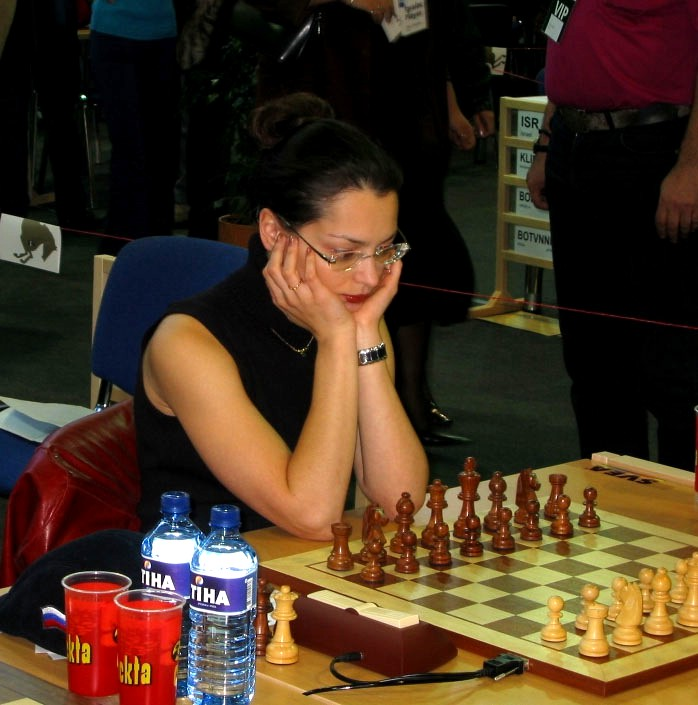
Олександра Костенюк, 2002 рік

У листопаді 2004 Олександра Костенюк стала 10-ю жінкою в історії шахів, яка досягнула звання міжнародного гросмейстера серед чоловіків. До цього вона вже в 14 років здобула звання гросмейстера серед жінок (однією з наймолодших у світі) та міжнародного майстра.
Девіз Олександри: «Шахи — це здорово» та «Краса і розум нероздільні». Керуючись ними, вона просуває шахи, бувши до того ж моделлю та «послом шахів», намагаючись запалити інтерес до цієї гри у всьому світі. 2006 року її фотографії з'явилися в чоловічому журналі «Пентхаус». Зіграла одну з головних ролей у фільмі Станіслава Говорухіна «Благословіть жінку». Є автором книг «Як стати гросмейстером в 14 років», «Грайте в шахи разом з Олександрою Костенюк» і «Щоденники шахової королеви». Олександрі належить подкаст «Chess is Cool», який інформує користувачів про її життя та поточні шахові події. Шахістка позитивно ставиться до спортивної діяльності, регулярно бігає кроси й бере участь у марафонах.

### 2015
У жовтні 2015 року з результатом 5½ очка з 11 можливих (+2-2=7) розділила 6-7 місця на першому етапі серії гран-прі ФІДЕ, що проходив у Монте-Карло (Монако).
У листопаді 2015 року в складі збірної Росії стала переможницею командного чемпіонату Європи, що проходив у Рейк'явіку. Крім того, набравши 5½ очка з 8 можливих (турнірний перфоманс — 2604 очка), Олександра посіла 3 місце серед шахісток, які виступали на першій шахівниці..
У грудні, набравши 4½ очок з 9 можливих (+3-3=3), посіла 58 місце (4 місце серед жінок) на опен-турнірі «Qatar Masters Open 2015».

### 2016
На початку січня Костенюк посіла 10 місце (1 — серед жінок) на опен-турнірі зі швидких шахів «25-й Меморіал Пауля Кереса», що проходив у Таллінні. Її результат — 8 очок з 11 можливих (+7-2=2).
У лютому 2016 року з результатом 6 очок з 11 можливих (+4-2=5) посіла 58 місце (8 серед жінок) на 15-у міжнародному турнірі, що проходив у Гібралтарі.
У квітні 2016 року набравши 6½ очок (+4-2=5), Олександра Костенюк посіла 2 місце на третьому етапі гран-прі ФІДЕ серед жінок 2015/2016, що проходив у Батумі.

### 2019
У березні 2019 року Олександра Костенюк у складі збірної Росії посіла 2-ге місце на командному чемпіонаті світу, що проходив в Астані. Крім того, набравши 71,4 % можливих очок, росіянка посіла 1-ше місце серед шахісток, які виступали на другій шахівниці.
У червні 2019 року взяла участь у турнірі претенденток, переможниця якого отримувала право зіграти у матчі на першість світу з чинною чемпіонкою Цзюй Веньцзюнь (Китай). Набравши 6 очок з 14 можливих (+3-5=6), Олександра посіла 7 місце поступившись 3½ очками переможниці турніру співвітчизниці Олександрі Горячкіній.
У вересні 2019 року набравши 4½ очки з 11 можливих (+2-4=5) Костенюк разом з Аліною Кашлінською розділила 8-9 місця на 1-му етапі гран-прі ФІДЕ серед жінок 2019/2020, що проходив у Сколково.
У грудні 2019 року стала переможницею 2-го етапу гран-прі ФІДЕ серед жінок 2019/2020, що проходив у Монако. Набравши 7 очок з 11 можливих (+5-2=4), Олександра випередила за додатковими показниками Гампі Конеру та Олександру Горячкіну.
Наприкінці грудня 2019 року на чемпіонаті світу зі швидких та блискавичних шахів, росіянка посіла:
 — 16-те місце у турнірі зі швидких шахів, набравши 8 очок з 12 можливих (+7-3=2),
 — 5-те місце у турнірі з блискавичних шахів, набравши 11½ очок з 17 можливих (+9-3=5).

### 2020
У лютому 2020 року з результатом 5 очок з 9 можливих (+4-3=2) Костенюк розділила з Марією Музичук 3-4 місця на турнірі «2020 Cairns Cup» з призовим фондом у 180 тис.доларів, що проходив у Сент-Луїсі.
У березні 2020 року, набравши 4 очки з 11 можливих (+2-5=4), росіянка разом з Марі Себаг розділила останні 11—12 місця на 3-му етапі гран-прі ФІДЕ серед жінок 2019/2020, що проходив у Лозанні.

### 2022
30 грудня 2022 року стало відомо, що з 1 січня 2024 року Костенюк виступатиме за Швейцарію.

## Політичні погляди
Член партії «Єдина Росія» з 2009 року..
На початку березня 2022 року виступила проти російського вторгнення в Україну, підписавши разом з 43 іншими російськими шахістами відкритий лист Путіну.

## Нагороди
- Медаль ордена «За заслуги перед Вітчизною» I ступеня (25 жовтня 2014) — за великий внесок у розвиток фізичної культури та спорту, високі спортивні досягнення на XXXXI Всесвітній шаховій олімпіаді в місті Тромсе (Норвегія) [24]

## Книги
- Як стати гросмейстером в 14 років. Москва, 2001. 202, [2] з., [16] л. мул. ISBN 5-89069-053-1.
- Як навчити шахів: дошкільний шаховий підручник/Олександра Костенюк, Наталія Костенюк. Москва: Russian Chess House, 2008. 142 с. ISBN 978-5-94693-085-7.
- Щоденники шахової королеви. Москва, 2009. ISBN 978-5-91148-012-7.

## Зміни рейтингу
| На цьому місці має відображатися графік чи діаграма, однак з технічних причин його відображення наразі вимкнено. Будь ласка, не видаляйте код, який викликає це повідомлення. Розробники вже працюють для того, щоби відновити штатне функціонування цього графіка або діаграми. | |
| | На цьому місці має відображатися графік чи діаграма, однак з технічних причин його відображення наразі вимкнено. Будь ласка, не видаляйте код, який викликає це повідомлення. Розробники вже працюють для того, щоби відновити штатне функціонування цього графіка або діаграми. |